# Baïra Kovanova
Baïra Serguéïevna Kovanova (en russe : Баира Сергеевна Кованова ; née le 12 mai 1987 à Elista, en Russie) est une joueuse d'échecs russe.

## Jeunesse
Comme le joueur kirghizo-russe Ernesto Inarkiev, Baïra Kovanova vient de l'école d'échecs pour enfants et jeunes de la capitale kalmouke Elista, laquelle est ouverte en 1995 par décret du président de la Kalmoukie, simultanément président de la FIDE, Kirsan Ilioumjinov.

## Palmarès dans les compétitions de jeunes
Lors de la Coupe du monde féminine qui se déroule en juillet 2005 à Belfort, en France, Baïra Kovanova termine sixième. Au Championnat d'Europe d'échecs de la jeunesse qui se jouent à Herceg Novi, en septembre 2005, elle monte sur la troisième marche du podium, dans la catégorie des filles de moins de 18 ans. En avril 2006, à Dagomys, elle remporte le championnat de Russie de la jeunesse dans la catégorie des filles de moins de 18 ans.

## Palmarès en club
Baïra Kovanova joue pour le club féminin de Saratov, l'Economist Saratov, ce qui lui permet de participer à plusieurs éditions de la coupe d'Europe des clubs féminine en 2006, 2007 et 2008. Elle reçoit une médaille d'or individuelle à Kemer, en 2007, pour son résultat de 4,5 sur 5 au quatrième échiquier. Elle joue également pour les clubs de la ville de Saint-Pétersbourg et de Iourga. Avec cette dernière équipe, elle remporte le championnat de Russie d'échecs des clubs féminin en 2013, 2014, 2017, 2018, 2019 et termine sur la deuxième marche du podium en 2012 et 2020, ainsi que sur la troisième en 2015 et 2016.Ces classements lui permettent de participer à la coupe d'Europe des clubs d'échecs féminins régulièrement depuis 2012. Baïra Kovanova joue également aux échecs Première ligue turque. 

## Parcours avec l'équipe nationale russe
Baïra Kovanova fait partie de la composition de la 3e équipe féminine russe lors de l'olympiade d'échecs de 2010 à Khanty-Mansiïsk. Elle obtient un résultat positif avec 7,5 points en 10 matchs au premier échiquier.

## Titres FIDE internationaux
En avril 2006, Baïra Kovanova reçoit le titre de maître international féminin (MIF). Elle avait réalisé les normes nécessaires en 2004 et 2005 lors de tournois à Serpoukhov et lors du championnat du monde des filles de moins de 18 ans en 2005, à Belfort. 
Depuis septembre 2007, elle détient le titre de grand maître international féminin. Pour l'obtenir, elle a réalisé une norme en 2005 à Serpoulhov et une autre lors du septième Mémorial N. Aratovsky, à Saratov, en Russie. 
Baïra Kovanova réalise aussi une norme de maître international lors du septième festival d'échecs turc Uluslararasi İstanbul Satranç Festivaliqui s'est déroulé en août 2008 à Istanbul.